# Magda Elgen
Magda Elgen (* 16. Februar 1896 als Margaretha Ella Nagel in Konitz; † 8. Januar 1941 in Bad Harzburg) war eine deutsche Theater- und Filmschauspielerin.

## Leben und Wirken
Die Tochter des Kaufmanns Hermann Nagel und seiner Frau Meta geb. Radtke begann ihre Laufbahn an Provinzbühnen, ehe sie gegen Ende des Ersten Weltkriegs in Berlin zum Film kam. Vorerst nur für Nebenrollen engagiert, gewann ihre Karriere an Fahrt, als sie von der Kowo-Gesellschaft für Filmfabrikation ihres zukünftigen Ehemanns Carl Heinz Wolff als Hauptdarstellerin verpflichtet wurde. Anlässlich der Geburt ihres Sohnes Karl-Ernst Wolff, der später unter dem Künstlernamen Hans Elgen ebenfalls filmen sollte, zog sich Magda Elgen 1921 vorübergehend ins Privatleben zurück.
Ab Mitte der 1920er-Jahre war die Künstlerin sporadisch wieder auf der Leinwand zu sehen, wobei ihre Parts zusehends auf Chargenformat schrumpften. Ihren letzten nachweisbaren Auftritt absolvierte sie 1937 in Johannes Meyers Historienfilm Fridericus.
Nachdem Magda Elgen zwischenzeitlich von Carl Heinz Wolff geschieden war, heiratete sie ihn 1932 erneut. Zwei Jahre später erfolgte die endgültige Trennung. Zuletzt lebte sie in der Pariser Straße in Berlin-Wilmersdorf, starb aber Anfang 1941 im Fritz-König-Stift in Bad Harzburg an den Folgen eines Darmverschlusses.

## Filmografie
- 1918: Am Glück vorbei
- 1918: Papa Krause
- 1918: Ganz ohne Krause
- 1918: Die Mexikanerin
- 1919: Der Gürtel der Vasthi
- 1919: Echte Perlen
- 1920: Der Gefangene
- 1921: Frau Marga Elgen
- 1925: Krieg im Frieden
- 1926: Der Herr der Nacht
- 1930: Lumpenball
- 1931: Kyritz – Pyritz
- 1936: Das Mädchen Irene
- 1937: Fridericus